# Finnischer Fußballpokal 1982
Der Finnische Fußballpokal 1982 (finnisch Suomen Cup 1982) war die 28. Austragung des finnischen Pokalwettbewerbs. Er wurde vom finnischen Fußballverband ausgetragen. Das Finale fand am 16. Oktober 1982 im Olympiastadion Helsinki statt.
Pokalsieger wurde Haka Valkeakoski. Das Team setzte sich im Finale gegen Kokkolan Palloveikot mit 3:2 durch und qualifizierte sich damit für den Europapokal der Pokalsieger. Titelverteidiger HJK Helsinki war im Viertelfinale gegen Mikkelin Palloilijat ausgeschieden.
Alle Begegnungen wurden in einem Spiel ausgetragen. Bei unentschiedenem Ausgang wurde das Spiel um zweimal 15 Minuten verlängert. Stand danach kein Sieger fest, folgte ein Elfmeterschießen.

## Teilnehmende Teams
Die Teilnahme war freiwillig. Insgesamt 275 Mannschaften hatten für den Pokalwettbewerb gemeldet. In der zweigeteilten 1. Runde nahmen einerseits 244 Teams der unteren Ligen sowie separat 24 Vereine der ersten und zweiten Liga teil. Deren Sieger stiegen erst wieder in der 7. Runde ein. In der zweiten Runde kamen noch 6 Mannschaften aus der dritten bis fünften Liga dazu.

## Qualifikation
|              | Ergebnis |                   |
| ------------ | -------- | ----------------- |
| Jaakon Pallo | 0:3      | Ykspihlajan Reima |

## 1. Runde
|                                 | Ergebnis              |                                |
| ------------------------------- | --------------------- | ------------------------------ |
| Mestaruussarja und I divisioona |                       |                                |
| Haka Valkeakoski                | 4:2                   | Turku PS                       |
| HJK Helsinki                    | 8:1                   | FC Honka Espoo                 |
| FinnPa Helsinki                 | 2:3 n. V.             | Ilves Tampere                  |
| FF Jaro                         | 1:3                   | Sepsi-78 Seinäjoki             |
| Jyväskylän Palloilijat-77       | 1:0                   | Mikkelin Pallo-Kissat          |
| Kemin Palloseura                | 2:0 n. V.             | Oulun Työväen Palloilijat      |
| Koparit Kuopio                  | 5:0                   | Kuopion Elo                    |
| Kokkolan Palloveikot            | 2:1 n. V.             | Kokkolan Työväen Palloilijat   |
| Kotkan Työväen Palloilijat      | 3:1                   | Grankulla IFK                  |
| Kuusysi Lahti                   | 2:1                   | Lahden Reipas                  |
| Mikkelin Palloilijat            | 0:0 n. V. (5:4 i. E.) | Kuopion PS                     |
| Oulun Palloseura                | 0:1                   | Rovaniemi PS                   |
| Andere Clubs                    |                       |                                |
| Espoon Palloseura               | 0:4                   | Esbo BK                        |
| Huopalahden Hurjat              | 4:1                   | Pellon Toverit                 |
| Leppävaaran Pallo               | 0:3                   | Peipparit Espoo                |
| Lohjan Pallo                    | 0:1                   | Karakallion Pallo              |
| Kellokosken Alku                | 1:2                   | Keravan Pallo-75               |
| Tuusulan Palloseura             | 8:0                   | PK-50 Vantaa                   |
| Haukilahden Pallo               | 1:4                   | Team Grani Kauniainen          |
| Tikkurilan PS                   | 7:1                   | I-HK Turnaus                   |
| Mynämäen Pallo -53              | 1:4                   | Raision Palloseura             |
| Uudenkaupungin Roima            | 1:1 n. V. (3:4 i. E.) | Lamex Pallo Laitila            |
| Kaarinan Pojat                  | 1:5                   | Turun Teräs                    |
| Turun Pallo                     | 3:1                   | Veijarit Turku                 |
| BK-46 Karis                     | 0:4                   | Ekenäs IF                      |
| Nummelan Palloseura             | 2:1 n. V.             | Karkkilan Urheilijat           |
| Piikkiön Palloseura             | 2:1                   | Littoinen Työväen Urheilijat   |
| Salon Vilpas                    | 8:1                   | Taalintehtaan Jäntevä          |
| Nokian Palloseura               | 7:0                   | FC Enterprise Tampere          |
| Ylöjärven Ryhti                 | 2:1                   | Nokian Pyry JK                 |
| PS-44 Valkeakoski               | 1:4                   | Toijalan Pallo -49             |
| Sääksjärven Loiske              | 3:1                   | Viialan Peli-Veikot            |
| Messukylän Toverit              | 0:1                   | Epilän Esa Tampere             |
| Tampereen Pallo-Veikot          | 5:0                   | PP-70 Tampere                  |
| RRR Tampere                     | 2:1                   | Viinikan Palloseura            |
| Hirsilän Pyrkiä                 | ?:?                   | MustaPee Tampere               |
| Järvenpään PS                   | 0:2                   | Vantaan Pallo-70               |
| Porvoon Akilles                 | 4:0                   | Porvoon Weikot                 |
| Hyvinkään Palloseura            | 2:0                   | Team Hyvinkää                  |
| Riihimäen Palloseura            | 5:1                   | Hyvinkään Apollo               |
| Paimion Haka                    | 1:4                   | Someron Voima                  |
| Loimaan Palloseura              | 0:5                   | Forssan Alku                   |
| Urjalan Palloseura              | 4:0                   | Iittalan Pallo                 |
| Hämeenlinnan Pallokerho         | 1:0                   | Janakkalan Pallo               |
| Karihaaran Tenho                | 1:2 n. V.             | Kemin Into                     |
| Koskelankylän Riento            | 1 0:3 1               | Iltatähti Oulu                 |
| Pelimiehet Oulu                 | 2:1 n. V.             | Pateniemen Vesa                |
| Kalliosuon Sisu                 | 0:2                   | JoTa Kajaani                   |
| Kajaanin Haka                   | 3:0                   | Paltamon Jyry                  |
| Kajaanin Palloilijat            | 3:2                   | Oulun Luistinseura             |
| Suomussalmen PS                 | 1:0                   | Moisiovaaran PS                |
| Rovaniemen Reipas               | 0:2                   | Rovaniemen Lappi               |
| Isokylän Pallo-Pojat            | 2:0 n. V.             | Rovaniemen Työväen Palloilijat |
| Pellon Toverit                  | 3:3 n. V. (3:4 i. E.) | Pellon Ponsi                   |
| Kiteen Urheilijat               | 3:1                   | Kontio Kolari                  |
| Aavasaksan Urheilijat           | 2:0                   | Pasmajärven Palloilijat        |
| Tornion Palloveikot             | 3:2                   | Tornion Wentit                 |
| Ihme Kemi                       | 2:3 n. V.             | Vastus Kemi                    |
| Tornion Pallo -47               | 1:3                   | Vaasan Kylteriveljet           |
| Karhu Kauhajoki                 | 0:1                   | TP-55 Seinäjoki                |
| Seinäjoen Sisu                  | 0:1                   | Seinäjoki Sepsit               |
| Lappfjärds BK                   | 0:1                   | Kaskö IK                       |
| Teuvan Pallo                    | 1:2                   | Jurva-70 Jalkapallo            |
| Palosaaren JK-79                | 1:4                   | Vaasan Sport                   |
| Vaasan PS                       | 2 3:0 2               | SK Unitas Helsinki             |
| IK Kamp Närpiö                  | 0:2                   | IF Närpes Kraft                |
| Petalax IK                      | 2:0                   | Malax IF                       |
| Larsmo BK                       | 5:3 n. V.             | Forsby BK                      |
| Kannuksen Ura                   | 2:1                   | Pyhäjärven Pohti               |
| IF Pedersöre Pojkarna           | 0:4                   | Ykspihlajan Reima              |
| Esse IK                         | 4:3                   | Jakobstads Into                |
| Jakobstads BK                   | 0:0 n. V. (3:1 i. E.) | NoStars Kokkola                |
| Littoisten Työväen Urheilijat   | 0:6                   | Lapuan Virkiä                  |
| IK Myran Nedervetil             | 5:0                   | Oravais IF                     |
| Arsenal Helsinki                | 1:4                   | Käpylän Pallo                  |
| Herttoniemen Toverit            | 6:1                   | Liffen Helsinki                |
| Malmin Palloseura               | 2:3 n. V.             | IF Gnistan                     |
| Käpylän Urheilu-Veikot          | 2:3                   | Helsingin Pallo-Pojat          |
| Helsingfors IFK                 | 7:0                   | FC Kiffen 08 Helsinki          |
| Drumsö IK Dicken                | 2:0                   | Järvenpään PS                  |
| Meisseli Helsinki               | 1:3                   | Puotinkylän Valtti             |
| Trikiinit Helsinki              | 2:0                   | Zenith Myllypuro               |
| M-71 Helsinki                   | 0:2                   | Helsingin Ponnistus            |
| Katajanokan Urheilijat          | 7:0                   | FC JPS Phantom                 |
| Suurmetsän Urheilijat           | 2:3                   | FC Norssi Helsinki             |
| PK-35 Helsinki                  | 9:1                   | Anjalankosken Kiekko-Karhut    |
| Makkabi Helsinki                | 0:3                   | FC Viikingit                   |
| Kontulan Urheilijat             | 24:00                 | RU Zoom Helsinki               |
| Pohjois-Haagan Urheilijat       | 4:1                   | Helsingin Kullervo             |
| Töölön Vesa                     | 5:3                   | Kiffen Ungdom Helsinki         |
| Nastolan Nopsa                  | 1:5                   | Lahden Palloseura              |
| Lahden Sampo                    | 2:1                   | Lahden Työväen Palloilija      |
| Orimattilan Pedot               | 2:3                   | Seiskat Lahti                  |
| Heinolan Palloilijat-47         | 4:1                   | Kanavan Pallo-80               |
| Kumu-Peikot Kuusankoski         | 6:1                   | HH-78 Kuusankoski              |
| Voikkaan Pallo-Peikot           | 10:00                 | Uus-Lavolan Peli-Pojat         |
| Loviisan Tor                    | 5:0                   | Kajaanin Hokki                 |
| Myllykosken Pallo -47           | 7:0                   | Sudet Kouvola                  |
| Imatran Pallo-Salamat           | 0:1                   | Simpeleen Urheilijat           |
| Joutsenon Kullervo              | 3:0                   | JoJo Joutseno                  |
| Haminan Pallo-Kissat            | 2:1                   | Kotkan Peli-Karhut             |
| Kotkan Jäntevä                  | 2:1                   | FC Kotka                       |
| Ristiinan Nuorisoseura          | 01:10                 | Otavan Viesti Mikkeli          |
| Lappeenrannan Pallo             | 3:2                   | Lappeenrannan Pallo            |
| Mikkelin St. Michel             | 1:3                   | Porrassalmen Urheilijat -62    |
| Konginkankaan Kipinä            | 0:5                   | Äänekosken Huima               |
| Suolahden Tiuki-Ukot            | 0:2                   | Suolahden Urho                 |
| Blue Eyes Jyväskylä             | 1:2                   | Jyväskylän Pallokerho          |
| Jämsän Pallo                    | 3:1                   | Kuoreveden Pallo 56            |
| Jänsänkosken Ilves              | 2:1                   | Vaajakosken Pallo              |
| JYPPI Jyväskylä                 | 2:0                   | Haapamäen Pallo-Pojat          |
| Vaasan Pallo-Veikot             | 1:7                   | Vasa IFK                       |
| BK-48 Vaasa                     | ?:?                   | IF Hoppet 46                   |
| Suonenjoen Pallo -52            | 4:2                   | Savon Pallo                    |
| Toivalan Urheilijat             | 8:1                   | Tuusniemen Kisa                |
| Nilsiän Pallo-Haukat            | 2:1                   | Pallo-Kerho 37                 |
| Iisalmen Pallo-Veikot           | 3 3:0 3               | Rautavaaran Raiku              |
| Ilomantsin Pallo-75             | 0:7                   | Karelian Pallo                 |
| Outokumpu Vesa                  | 3:1                   | Etelä-Kuopion Ilves            |
| Juuan Palloseura                | 5:0                   | Kevätniemen Kehä               |
| Joensuun Palloseura             | 2:1                   | Lehmon Pallo-77                |
| Nakkilan Nasta                  | 2:6                   | Porin Palloilijat              |
| Teljän Nousu                    | 2:4                   | Musan Salama                   |
| Kangasalan Voitto               | 1:3                   | Tampereen Kisa-Toverit         |
| Kissalan Pojat Tampere          | 1:1 n. V. (5:4 i. E.) | Paltsarit Tampere              |
| Pihlavan Tyoväen Urheilijat     | 1:5                   | Porin Pallo-Toverit            |
| Rauman Pallo                    | 1:4                   | Pallo Iirot                    |
| Oriveden Tuisku                 | 6:1                   | Valkealan Kajo                 |
| Turun Jyry                      | 0:4                   | Hirvensalon Heitto             |
| Turun Weikot                    | 0:5                   | Turun Toverit                  |
| ÅIFK Turku                      | 0:2                   | Yritys Turku                   |
| Pargas IF                       | 3:2                   | Nagu IF                        |
| Hammarlands IK                  | 1:3                   | Sunds IF                       |
| Östernäs IFK                    | 4:0                   | Jomala IK                      |

## 2. Runde
In dieser Runde stiegen folgende sechs Vereine ein: IFK Mariehamn aus der drittklassigen II divisioona, Gamlakarleby BK, IF Finströms Kamraterna, Nilsiän Pallo-Haukat aus der viertklassigen Kolmonen, sowie Kangasniemen Palloilijat und JuJu-78 Punkalaidun aus der fünftklassigen Nelonen.
|                             | Ergebnis              |                          |
| --------------------------- | --------------------- | ------------------------ |
| Esbo BK                     | 2:4 n. V.             | Huopalahden Hurjat       |
| Peipparit Espoo             | 2:0                   | Karakallion Pallo        |
| Keravan Pallo-75            | 2:0                   | Tuusulan Palloseura      |
| Team Grani Kauniainen       | 3:2                   | Tikkurilan PS            |
| Raision Palloseura          | 0:2                   | Lamex Pallo Laitila      |
| Turun Teräs                 | 2:3                   | Turun Pallo              |
| Ekenäs IF                   | 7:0                   | Nummelan Palloseura      |
| Piikkiön Palloseura         | 2:0                   | Salon Vilpas             |
| Nokian Palloseura           | 1:2                   | Ylöjärven Ryhti          |
| Toijalan Pallo -49          | 3:0                   | Sääksjärven Loiske       |
| Epilän Esa Tampere          | 1:4                   | Tampereen Pallo-Veikot   |
| RRR Tampere                 | 3:1                   | Hirsilän Pyrkiä          |
| Vantaan Pallo-70            | 2:3 n. V.             | Porvoon Akilles          |
| Hyvinkään Palloseura        | 0:5                   | Riihimäen Palloseura     |
| Someron Voima               | 1:2                   | Forssan Alku             |
| Urjalan Palloseura          | 1:6                   | Hämeenlinnan Pallokerho  |
| Pudasjärven Urheilijat      | 1:6                   | Kemin Into               |
| Iltatähti Oulu              | 1:3                   | Pelimiehet Oulu          |
| JoTa Kajaani                | 1:2                   | Kajaanin Haka            |
| Kajaanin Palloilijat        | 4:0                   | Suomussalmen PS          |
| Rovaniemen Lappi            | 0:1                   | Isokylän Pallo-Pojat     |
| Pellon Ponsi                | 4:0                   | Kiteen Urheilijat        |
| Aavasaksan Urheilijat       | 0:5                   | Tornion Palloveikot      |
| Vastus Kemi                 | 5:1                   | Vaasan Kylteriveljet     |
| TP-55 Seinäjoki             | 1:3                   | Seinäjoki Sepsit         |
| Kaskö IK                    | ?:?                   | Jurva-70 Jalkapallo      |
| Vaasan Sport                | 0:3                   | Vaasan PS                |
| IF Närpes Kraft             | 3:0                   | Petalax IK               |
| Larsmo BK                   | 3:2 n. V.             | Kannuksen Ura            |
| Ykspihlajan Reima           | 1:2                   | Gamlakarleby BK          |
| Esse IK                     | 1:4                   | Jakobstads BK            |
| Lapuan Virkiä               | 5:1                   | IK Myran Nedervetil      |
| Käpylän Pallo               | 2:1                   | Herttoniemen Toverit     |
| IF Gnistan                  | 1:0                   | Helsingin Pallo-Pojat    |
| Helsingfors IFK             | 1:1 n. V. (3:4 i. E.) | Drumsö IK Dicken         |
| Puotinkylän Valtti          | 2:1                   | Trikiinit Helsinki       |
| Helsingin Ponnistus         | 7:1                   | Katajanokan Urheilijat   |
| FC Norssi Helsinki          | 3:4                   | PK-35 Helsinki           |
| FC Viikingit                | 0:2                   | Kontulan Urheilijat      |
| Pohjois-Haagan Urheilijat   | 1:0                   | Töölön Vesa              |
| Lahden Palloseura           | 0:1                   | Lahden Sampo             |
| Seiskat Lahti               | 5:0                   | Heinolan Palloilijat-47  |
| Kumu-Peikot Kuusankoski     | 1:2                   | Voikkaan Pallo-Peikot    |
| Loviisan Tor                | 2:1                   | Myllykosken Pallo -47    |
| Simpeleen Urheilijat        | 3:2                   | Joutsenon Kullervo       |
| Haminan Pallo-Kissat        | 5:0                   | Kotkan Jäntevä           |
| Otavan Viesti               | 0:6                   | Lappeenrannan Pallo      |
| Porrassalmen Urheilijat -62 | 7:0                   | Kangasniemen Palloilijat |
| Äänekosken Huima            | 2:0                   | Suolahden Urho           |
| Jyväskylän Pallokerho       | 2:1                   | Jämsän Pallo             |
| Jämsänkosken Ilves          | 3:1                   | JYPPI Jyväskylä          |
| Vasa IFK                    | 8:0                   | BK-48 Vaasa              |
| Suonenjoen Pallo -52        | 1:2                   | Toivalan Urheilijat      |
| Nilsiän Pallo-Haukat        | 1:1 n. V. (4:5 i. E.) | Iisalmen Pallo-Veikot    |
| Karelian Pallo              | 11:20                 | Outokumpu Vesa           |
| Juuan Palloseura            | 2:0                   | Joensuun Palloseura      |
| Porin Palloilijat           | 0:1                   | Musan Salama             |
| Tampereen Kisa-Toverit      | 2:0                   | Kissalan Pojat Tampere   |
| JuJu-78 Punkalaidun         | 1 0:3 1               | Porin Pallo-Toverit      |
| Pallo Iirot                 | 14:00                 | Oriveden Tuisku          |
| Hirvensalon Heitto          | 2:3                   | Turun Toverit            |
| Yritys Turku                | 2 3:0 2               | Pargas IF                |
| Sunds IF                    | 0:1                   | IFK Mariehamn            |
| IF Finströms Kamraterna     | 4:3                   | Östernäs IFK             |

## 3. Runde
|                        | Ergebnis              |                             |
| ---------------------- | --------------------- | --------------------------- |
| Huopalahden Hurjat     | 2:4                   | Peipparit Espoo             |
| Keravan Pallo-75       | 3:1                   | Team Grani Kauniainen       |
| Lamex Pallo Laitila    | 0:1                   | Turun Pallo                 |
| Ekenäs IF              | 5:2                   | Piikkiön Palloseura         |
| Ylöjärven Ryhti        | 4:5                   | Toijalan Pallo -49          |
| Tampereen Pallo-Veikot | 5:0                   | RRR Tampere                 |
| Porvoon Akilles        | 1:3                   | Riihimäen Palloseura        |
| Forssan Alku           | 0:4                   | Hämeenlinnan Pallokerho     |
| Kemin Into             | 0:2                   | Pelimiehet Oulu             |
| Kajaanin Haka          | 1:0                   | Kajaanin Palloilijat        |
| Isokylän Pallo-Pojat   | 6:1                   | Pellon Ponsi                |
| Tornion Palloveikot    | 3:2                   | Vastus Kemi                 |
| Seinäjoki Sepsit       | 0:3                   | Kaskö IK                    |
| Vaasan PS              | 2:1                   | IF Närpes Kraft             |
| Larsmo BK              | 1:4                   | Gamlakarleby BK             |
| Jakobstads BK          | 2:0                   | Lapuan Virkiä               |
| Käpylän Pallo          | 1:2                   | IF Gnistan                  |
| Drumsö IK Dicken       | 1:3                   | Puotinkylän Valtti          |
| Helsingin Ponnistus    | 0:2                   | PK-35 Helsinki              |
| Kontulan Urheilijat    | 0:0 n. V. (1:3 i. E.) | Pohjois-Haagan Urheilijat   |
| Lahden Sampo           | 2:0                   | Seiskat Lahti               |
| Voikkaan Pallo-Peikot  | 1:1 n. V. (5:4 i. E.) | Loviisan Tor                |
| Simpeleen Urheilijat   | 0:3                   | Haminan Pallo-Kissat        |
| Lappeenrannan Pallo    | 2:1                   | Porrassalmen Urheilijat -62 |
| Äänekosken Huima       | 2:3                   | Jyväskylän Pallokerho       |
| Jämsänkosken Ilves     | 0:1                   | Vasa IFK                    |
| Toivalan Urheilijat    | 1:0                   | Iisalmen Pallo-Veikot       |
| Karelian Pallo         | 1:1 n. V. (6:5 i. E.) | Juuan Palloseura            |
| Musan Salama           | 2:0                   | Tampereen Kisa-Toverit      |
| Porin Pallo-Toverit    | 4:0                   | Pallo Iirot                 |
| Turun Toverit          | 1:2 n. V.             | Yritys Turku                |
| IFK Mariehamn          | 2:1                   | IF Finströms Kamraterna     |

## 4. Runde
|                       | Ergebnis  |                           |
| --------------------- | --------- | ------------------------- |
| Peipparit Espoo       | ?:?       | Keravan Pallo-75          |
| Turun Pallo           | 2:4       | Ekenäs IF                 |
| Toijalan Pallo -49    | 2:4 n. V. | Tampereen Pallo-Veikot    |
| Riihimäen Palloseura  | 4:2       | Hämeenlinnan Pallokerho   |
| Pelimiehet Oulu       | 1:3       | Kajaanin Haka             |
| Isokylän Pallo-Pojat  | 2:0       | Tornion Palloveikot       |
| Kaskö IK              | 1:4       | Vaasan PS                 |
| Gamlakarleby BK       | 2:1 n. V. | Jakobstads BK             |
| IF Gnistan            | 0:4       | Puotinkylän Valtti        |
| PK-35 Helsinki        | ?:?       | Pohjois-Haagan Urheilijat |
| Lahden Sampo          | 1:2       | Voikkaan Pallo-Peikot     |
| Haminan Pallo-Kissat  | 2:6       | Lappeenrannan Pallo       |
| Jyväskylän Pallokerho | 2:4 n. V. | Vasa IFK                  |
| Toivalan Urheilijat   | 3:1       | Karelian Pallo            |
| Musan Salama          | 1:4       | Porin Pallo-Toverit       |
| Yritys Turku          | 2:0       | IFK Mariehamn             |

## 5. Runde
|                        | Ergebnis              |                           |
| ---------------------- | --------------------- | ------------------------- |
| Keravan Pallo-75       | 1:3                   | Ekenäs IF                 |
| Tampereen Pallo-Veikot | 3:3 n. V. (2:4 i. E.) | Riihimäen Palloseura      |
| Kajaanin Haka          | 1:1 n. V. (5:6 i. E.) | Isokylän Pallo-Pojat      |
| Vaasan PS              | 3:1 n. V.             | Gamlakarleby BK           |
| Puotinkylän Valtti     | 1:1 n. V. (3:4 i. E.) | Pohjois-Haagan Urheilijat |
| Voikkaan Pallo-Peikot  | 0:2                   | Lappeenrannan Pallo       |
| Vasa IFK               | 7:6 n. V.             | Toivalan Urheilijat       |
| Porin Pallo-Toverit    | 5:2                   | Yritys Turku              |

## 6. Runde
|                           | Ergebnis |                      |
| ------------------------- | -------- | -------------------- |
| Ekenäs IF                 | ?:?      | Riihimäen Palloseura |
| Isokylän Pallo-Pojat      | ?:?      | Vaasan PS            |
| Pohjois-Haagan Urheilijat | ?:?      | Lappeenrannan Pallo  |
| Vasa IFK                  | ?:?      | Porin Pallo-Toverit  |

## 7. Runde
Die Sieger der 1. Runde zwischen den Teams der Mestaruussarja und I divisioona stiegen in dieser Runde wieder ein.
|                           | Ergebnis              |                            |
| ------------------------- | --------------------- | -------------------------- |
| Haka Valkeakoski          | 8:0                   | Vaasan PS                  |
| Porin Pallo-Toverit       | 4:3                   | Kotkan Työväen Palloilijat |
| Sepsi-78 Seinäjoki        | 1:2                   | Mikkelin Palloilijat       |
| Ekenäs IF                 | 1:4                   | HJK Helsinki               |
| Pohjois-Haagan Urheilijat | 2:2 n. V. (6:5 i. E.) | Ilves Tampere              |
| Kokkolan Palloveikot      | 3:2                   | Kemin Palloseura           |
| Rovaniemi PS              | 3:2 n. V.             | Jyväskylän Palloilijat-77  |
| Koparit Kuopio            | 2:1                   | Kuusysi Lahti              |

## Viertelfinale
|                           | Ergebnis |                      |
| ------------------------- | -------- | -------------------- |
| Haka Valkeakoski          | 2:0      | Porin Pallo-Toverit  |
| Mikkelin Palloilijat      | 3:1      | HJK Helsinki         |
| Pohjois-Haagan Urheilijat | 0:3      | Kokkolan Palloveikot |
| Rovaniemi PS              | 1:2      | Koparit Kuopio       |

## Halbfinale
|                      | Ergebnis |                      |
| -------------------- | -------- | -------------------- |
| Haka Valkeakoski     | 2:0      | Mikkelin Palloilijat |
| Kokkolan Palloveikot | 3:1      | Koparit Kuopio       |

## Finale
| Paarung          | Haka Valkeakoski – Kokkolan Palloveikot |
| Ergebnis         | 3:2 (2:0) |
| Datum            | 16. Oktober 1982 um 17:00 Uhr (16:00 Uhr MEZ) |
| Stadion          | Olympiastadion, Helsinki |
| Zuschauer        | 4.161 |
| Schiedsrichter   | Heikki L. Tuominen |
| Tore             | 1:0 Ari Valvee (5.) 2:0 Ari Valvee (28.) 3:0 Jari Möykky (65.) 3:1 Vesa Kallio (67.) 3:2 Pekka Kuusela (85.) |
| Haka Valkeakoski | Eingesetzte Spieler: Olavi Huttunen – Teuvo Vilen, Reijo Vuorinen, Esko Ranta, Pekka Heikkilä, Heikki Huoviala, Risto Salonen, Mark Dziadulewicz, Jarmo Kujanpää, Endre Kolar, Jari Möykky, Timo Lehtinen, Ari Valvee |